# Шильдкрот, Мендель Аббович
Мендель (Михаил) Аббович Шильдкрот (также Абович; 15 апреля 1910, Богополь — 5 ноября 1995, Москва) — советский хозяйственный и государственный деятель, заслуженный строитель РСФСР, лауреат двух Сталинских премий (1946, 1952). Почётный член РААСН.

## Биография
Родился в 1910 году в местечке Богополь Балтского уезда Подольской губернии. Член ВКП(б).
В 1935 году окончил Свердловский индустриально-педагогический институт.
В 1935—1939 годах работал на строительстве Средне-Уральского медеплавильного завода (город Ревда Свердловской области): инженер-конструктор, начальник строительного участка, заместитель главного инженера.
С 1939 по 1940 год — начальник строительства Дегтярских медных рудников в тресте «Уралтяжстрой» Наркомстроя. С 1940 по 1941 годы — год начальник СМУ «Бакалметаллургстрой» Главуралстроя (строительство Челябинского металлургического завода).
В 1941—1942 годах — заместитель начальника главка Наркомстроя СССР, эвакуированного в Челябинск, возглавлял строительство ЧМЗ. В 1941 году из-за отсутствия времени проектирование и строительство цеха велось одновременно. Многопролётный цех был реализован из несущих металлических конструкций покрытых железобетонными плитами, а ограда была выполнена из шлакобетона. Осуществление постройки цеха велось поточным методом на разделенных по зонам территориях. Круглосуточно одновременно с земляными работами происходило возведение фундамента, а также монтировались металлоконструкции силами 1600 человек.
В 1942—1946 — начальник строительного треста ОСМУ-22, где руководил строительством Челябинского трубопрокатного завода — самого мощного в СССР трубопрокатного завода, кузнечно-прессового завода (КПЗИС).
После этого работал на строительстве военно-морских баз СССР — начальник Главуралстроя. С января 1963 года заместитель председателя Средне-Уральского совнархоза.
В 1963—1965 годах — начальник Главного управления по строительству в Московском экономическом районе Министерства строительства РСФСР (Главмособлстроя), с 1965 по 1968 год — начальник «Главцентростроя».
С 1968 по 1981 год — заместитель министра строительства предприятий тяжелой индустрии СССР.
С 1981 года — на пенсии, заместитель председателя Научно-технического совета Минуралсибстроя СССР.
Избирался депутатом Верховного Совета РСФСР 6-го и 7-го созывов.
Умер 5 ноября 2000 года в Москве.

## Деятельность
Во время Великой Отечественной войны в 1943—1944 годы во время работы управляющим трестом № 22 разрабатывал методы усовершенствования производственной работы. Теоретическая разработка была в сфере скоростного строительства мартеновских цехов. Впоследствии она была осуществлена на Челябинском трубопрокатном заводе.
В мае 1943 года началось строительство мартеновского цеха на 5 печей и с требованием ввести первую в декабре 1943 года. За всю историю строительства в СССР ранее такого реализовано не было. Во время реализации строительства котлован вырыли на все 5 агрегатов, переместив сначала грунт за пределы цеха, а потом перевезли обратно для засыпки. Уже на третьей неделе строительства под рабочей площадкой начали сооружать шлаковиков, регенераторов и боровов.[что?] Во время строительства многие процессы велись параллельно — создание фундаментов, металлоконструкций и возведение печи с дымовой трубой. Для нужд огнеупорной кладки был создан временный тепляк. Для ускорения возведения металлоконструкций у фундамента колонн был допуск +/- 3 мм, а их крепили специальным винтовым краном «Деррик» (мачтовый кран), который мог поднимать до 40 т. Кран был модифицирован таким образом, что на 30-метровой высоте к нему была приделана ещё одна стрела для меньших грузов.
Уже на 90-й день с начала земляных работ, что является рекордным сроком, понадобилась поставка огнеупорных кирпичей для закладки. Этого добились благодаря тому, что суточные нормы перевыполнялись с коэффициентом 150—170 %. В итоге все эти факторы позволили построить мартеновский цех и новую компрессорную, экспресс-лабораторию и ряд других объектов всего за 200 дней, и они стали эксплуатироваться в том же 1943 году. За данную деятельность Мендель Шильдкрот получил Сталинскую премию.

## Награды и признание
- Сталинская премии третьей степени (1946) — за разработку новых методов скоростного строительства мартеновских цехов, осуществлённых на ЧПТЗ
- Сталинская премия третьей степени (1952) —  коренные усовершенствования методов и технологии строительства предприятий машиностроения (стапели для крупных кораблей)
- орден Ленина
- три ордена Трудового Красного Знамени (1943, 1944)
- орден Красной Звезды
- орден Дружбы народов[9][14].
- заслуженный строитель РСФСР.
- Почётный член Российской академии архитектуры и строительных наук.

## Сочинения
- Шильдкрот Михаил Аббович. 60 лет на стройках страны : записки строителя / М. А. Шильдкрот. — Красноярск : Витал, 1994. — 139, [2] с.
- Статья в сборнике и газ Коми края: сборник документов и материалов. — Коми кн. изд-во, 1989.